# Première Nation de Poplar Hill
La Première Nation de Poplar Hill est une bande indienne de la Première Nation anishinaabe (ojibwé) de l'Ontario au Canada. Elle possède une réserve, Poplar Hill, d'une superficie de 7 km2 située près de la frontière avec le Manitoba à environ 120 km au nord de Red Lake. En janvier 2008, elle avait une population totale enregistrée de 451 membres dont 243 vivaient sur la réserve. Elle est signataire du Traité 5 et fait partie du Conseil Keewaytinook Okimakanak et de la Nishnawbe Aski Nation.

## Transports
Poplar Hill est accessible par une route d'hiver. Elle est également desservie par l'aéroport de Poplar Hill.

## Services
Le service de police de Poplar Hill est assuré par le Nishnawbe-Aski Police Service (en).

## Annexe